# Manuel de Mendiburu
Manuel de Mendiburu Bonet (* Lima, 20 de octubre de 1805 - † ibídem, 21 de enero de 1885) fue un militar, político e historiador peruano. Se especializó en el arma de artillería y fue considerado experto en la ciencia de la hacienda pública, por lo que fue nombrado reiteradamente Ministro de dicho ramo. Fue también Ministro de Guerra y Presidente del Consejo de Ministros en 1879. Como historiador redactó una monumental obra enciclopédica en ocho tomos, titulada Diccionario Histórico-Biográfico del Perú (1874-1890).
Provenía de una familia limeña de mediana posición. A la llegada de la Expedición Libertadora de San Martín, se unió al ejército patriota (1821). Se distinguió en varias batallas por la independencia del Perú, ascendiendo hasta capitán. Consolidada la independencia, luchó en la Guerra Gran Colombo Peruana (1828-1829), en la Guerra contra la Confederación Perú-Boliviana (1838-1839), en la Guerra entre Perú y Bolivia (1841-1842) y en las guerras internas de su país, tratando de defender la legalidad. Para 1851 había alcanzado el rango de general.
Cumplió varios roles durante su larga y activa carrera política. De 1834 a 1879 estuvo al servicio del gobierno en diversas funciones: prefecto de varios departamentos; ministro de Hacienda, Guerra y Marina, y accidentalmente, de Gobierno y Relaciones Exteriores; diputado por la provincia de Quispicanchi y vicepresidente del Congreso Constituyente de 1860, y ministro plenipotenciario del Perú en Inglaterra, Bolivia y Chile. De 1870 a 1879 se hizo cargo de la Escuela de Artes y Oficios de Lima. Su último cargo público fue el de Ministro de Guerra y Presidente del Consejo de Ministros, en plena Guerra del Pacífico (1879). Ya anciano, se retiró del servicio público.
Organizó el Archivo Nacional de Lima, de donde obtuvo información para su trabajo monumental: Diccionario Histórico-Biográfico del Perú, en ocho volúmenes (1874-1890). Esta publicación es invaluable para el estudio de la historia peruana, en especial de la época colonial.

## Biografía
Fue hijo de Manuel de Mendiburu Orellana y de Getrudis Bonet Junco. Su padre fue oidor de la Real Audiencia del Cuzco. Su primo fue el coronel Juan Crisóstomo de Mendiburu y Salazar, participante del proceso de Independencia del Perú. Se educó en el Real Colegio de San Fernando, cuyo rector por entonces era el clérigo Francisco Xavier de Luna Pizarro.
En 1819, todavía bajo gobierno virreinal, ingresó al servicio del Tribunal del Consulado como amanuense. Pero a la llegada del Ejército Libertador de José de San Martín en 1821 decidió seguir la carrera militar, y con el grado de alférez de caballería entró al servicio del Ministerio de Guerra del Protectorado. Ascendido a teniente, participó en la primera y la Segunda Campaña de Intermedios en 1823, que constituyeron sendas derrotas para las armas patriotas. Junto con los sobrevivientes de esta última expedición, se trasladó a Lima, donde el presidente Torre Tagle le confió el mando de una compañía de su escolta. Cuando la Fortaleza del Real Felipe del Callao cayó en poder de los realistas, se retiró hacia Chancay con su escuadrón, pero fue obligado a regresar y a rendirse, pasando entonces su unidad al bando español. Mendiburu, ya con el grado de capitán, pretextó hallarse enfermo para trasladarse a Arequipa. Luego viajó a Brasil y España.
Regresó a América en 1826, estableciéndose en Santiago de Chile, donde se casó con Margarita Rey y Riesco. Tal vez esperando prudentemente el fin de la influencia bolivariana, no pasó al Perú sino hasta principios de 1827. Nuevamente establecido en Lima, se ganó la confianza del general Andrés de Santa Cruz, presidente de la Junta de Gobierno, quien le hizo su secretario privado. Continuó al servicio del Estado al asumir como presidente el mariscal José de la Mar. Asistió a la guerra contra la Gran Colombia en calidad de ayudante del general Agustín Gamarra (1828-1829). Luchó en la batalla del Portete de Tarqui, pero no tomó parte en el golpe de Estado de Gamarra contra el presidente La Mar.
Durante el primer gobierno de Agustín Gamarra desempeñó un cargo en el Estado Mayor (1829-1833). A inicios de 1834 secundó al general Pedro Pablo Bermúdez en su rebelión contra el presidente provisorio Luis José de Orbegoso, pero luego se adhirió al gobierno de este. Y con el grado de teniente coronel y al mando del Regimiento de Lanceros, acompañó hasta Jauja al vicepresidente Manuel Salazar y Baquíjano al ocurrir el pronunciamiento del general Felipe Santiago Salaverry en febrero de 1835. Su amistad con este caudillo, sumado al sentimiento nacional que el régimen salaverrino representaba ante la amenaza boliviana, lo orientaron a apoyarlo, pese a ser un gobierno de facto. Al mando del Regimiento de Coraceros, marchó hacia Arequipa al iniciarse la campaña contra los invasores bolivianos y sus aliados peruanos. A inicios de 1836 fue nombrado Prefecto de Arequipa y luchó en las batallas Uchumayo y Socabaya. En esta última intervino tardíamente, reuniendo a los dispersos y conduciéndolos nuevamente a la lucha, pero sin lograr evitar los efectos de la desmoralización. Consumada la derrota, se embarcó en Islay y pasó al Callao. Permaneció algunos meses en retiro. Acusado de conspirar contra la Confederación Perú-Boliviana, fue apresado y desterrado a Guayaquil.

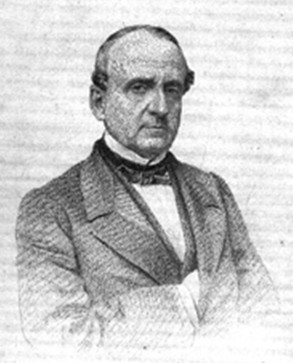
Manuel de Mendiburu.Grabado del.

Viajó luego a Chile, donde se enroló en la Segunda Expedición Restauradora, que desembarcó en Ancón en 1838. Luchó en la batalla de Portada de Guías, librada en las afueras de Lima. Al instalarse el gobierno provisorio del mariscal Gamarra, fue nombrado oficial mayor del Ministerio de Guerra, cuyo titular era el general Ramón Castilla. Cuando este partió a la campaña de Áncash (que culminaría en la batalla de Yungay), Mendiburu quedó al frente de dicho portafolio.
Como ministro plenipotenciario, en 1839 se reunió en el Cuzco con el representante de Bolivia, en el marco de las negociaciones de paz con dicho país. Nombrado prefecto de Moquegua, pasó a Tacna (que era entonces la capital de dicha prefectura), donde editó El Mensajero de Tacna (primer periódico tacneño). Además, fomentó el comercio con Bolivia, contribuyó a la derrota de la revolución regeneracionista del coronel Manuel Ignacio de Vivanco y apoyó la invasión peruana a Bolivia de 1841, asistiendo como secretario general del presidente Gamarra.
Tras la derrota peruana en la batalla de Ingavi, logró huir a Chile, pero volvió a Tacna, para luchar contra los invasores bolivianos. Hecha la paz, fue llamado a Lima, ya en los días de la anarquía militar. Fue ministro de Hacienda del gobierno del general Juan Crisóstomo Torrico, pero se retiró al asumir el poder el general Francisco de Vidal. No obstante su intención de permanecer retirado, al instaurarse el gobierno del Directorio de Vivanco fue perseguido y debió partir al destierro. En el trayecto, desembarcó en Arica, y se sumó a la revolución constitucional que encabezaron Ramón Castilla y Domingo Nieto en 1842. No participó por mucho tiempo de la lucha, pues debió viajar a Bolivia para solicitar la ayuda del gobierno de Ballivián, gestión que no tuvo éxito. Luego pasó a Chile, como emisario de la Junta Revolucionaria.
Retornó al Perú cuando la revolución había ya triunfado. Cuando reasumió el señor Manuel Menéndez, en su calidad de presidente legal, Mendiburu fue nombrado Ministro de Hacienda, cargo que desempeñó de 5 de octubre de 1844 a 19 de abril de 1845.
Inaugurado el primer gobierno de Ramón Castilla, asumió como Ministro de Guerra, el 20 de abril de 1845. Mientras se hallaba en gira por el sur, cumpliendo las tareas relativas a su investidura, el 21 de abril de 1846 fue otra vez nombrado Ministro de Hacienda, cargo en el que se mantuvo hasta el 21 de agosto del mismo año. Luego integró el Consejo de Estado, del que fue vicepresidente (1848-50) y presidente (1850-1851).
El 20 de agosto de 1851 fue ascendido a general de brigada y nuevamente fue nombrado Ministro de Hacienda, ya bajo el gobierno de José Rufino Echenique. Participó en la consolidación de la deuda interna (es decir, la deuda que el Estado tenía con los particulares desde los días de la independencia). En 1852 viajó a Inglaterra como ministro plenipotenciario, donde negoció un empréstito de 2 600 000 libras, suma destinada para pagar la deuda contraída con Chile, así como para cubrir otras necesidades del erario público.
De regreso al Perú, reasumió como ministro de Hacienda en diciembre de 1853, y por ausencia de los funcionarios titulares, se hizo cargo también de los asuntos de Guerra y Marina. Ejercía además el cargo de comandante general de Artillería. Pese al ambiente hostil contra el gobierno, que derivó en la Revolución Liberal de 1854, se mantuvo leal a Echenique, siendo nombrado jefe de Estado Mayor y secretario general del presidente en campaña. Por desacuerdos con sus colegas renunció a sus cargos, pero mantuvo la Comandancia General de Artillería. Tras la derrota de Echenique en la Batalla de La Palma en 1855, marchó al destierro a Chile. Su casa en Lima fue una de las saqueadas por los vencedores.
Durante el destierro tuvo la desdicha de ver a su esposa presa de una penosa enfermedad nerviosa que le privó del habla. En diciembre de 1856 obtuvo el permiso del presidente Castilla para volver a Lima, siendo readmitido en el escalafón.
En 1860 reapareció en la política, al ser elegido diputado por la provincia de Quispicanchi en el Congreso que dio la Constitución Moderada de 1860. Cuando Bartolomé Herrera se retiró de la presidencia de dicha asamblea, Mendiburu lo reemplazó en su calidad de vicepresidente de la misma.

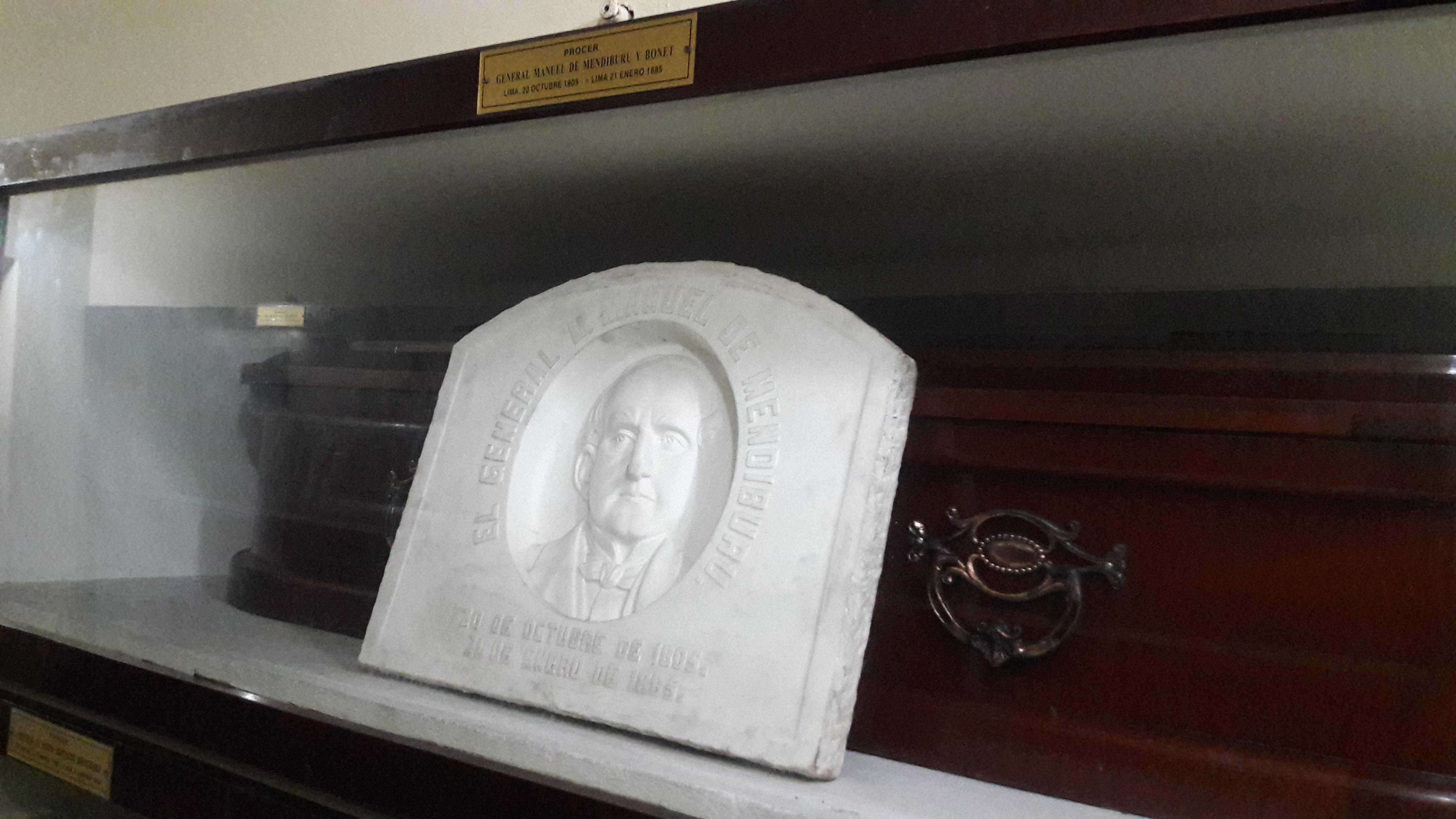
Sus restos reposan en el Panteón de los Próceres en Lima.

En 1861 rechazó la oferta de postular a la presidencia de la República. Cuando en 1862 asumió como presidente el mariscal Miguel de San Román, este quiso nombrarlo jefe de su gabinete ministerial, lo que no se concretó al surgir una enconada campaña periodística en su contra. En cambio, fue nombrado inspector y comandante general de artillería.
Bajo el gobierno del general Juan Antonio Pezet ejerció la jefatura de Estado Mayor, durante la campaña emprendida contra la revolución del coronel Mariano Ignacio Prado. Triunfante esta revolución en noviembre de 1865, marchó desterrado a Guayaquil.
Regresó al Perú a fines de 1867. Fue nombrado director y reorganizador de la Escuela de Artes y Oficios, de 1870 a 1879, y presidente de la Junta Reformadora de las ordenanzas militares en 1878.
En 1879, bajo el segundo gobierno del general Mariano Ignacio Prado, fue designado general en jefe del Ejército de Reserva. Al estallar la Guerra del Pacífico, en abril de 1879, fue nombrado Ministro de Guerra. Desde el 19 de mayo de dicho año presidió el Consejo de Ministros, en el gobierno interino del vicepresidente Luis La Puerta (pues el presidente Prado había marchado al sur como Director de Guerra). Renunció el 16 de octubre de 1879, aduciendo falta de homogeneidad y unidad en el gobierno, y al insistir en su decisión, se refirió a su mala salud y a su avanzada edad.

## Obras

### Obra principal

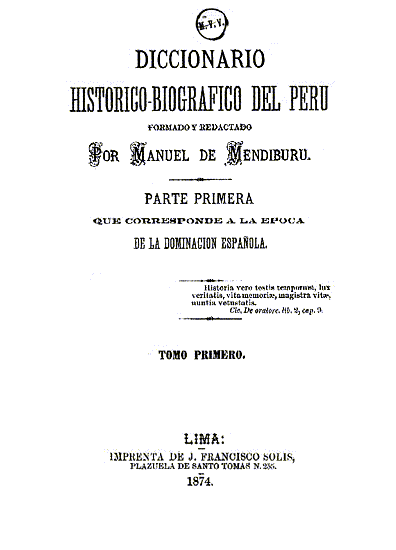
Portada del Diccionario histórico-biográfico del Perú.

Desde 1855 se consagró a la investigación histórica y fruto de esta labor fue una monumental obra en ocho volúmenes que tituló Diccionario histórico-biográfico del Perú. Parte primera que corresponde a la época de la dominación española. Como su título lo dice explícitamente, se trata de la primera parte de un amplio proyecto de historia del Perú a base de biografías, que empezaba con la conquista española y el Virreinato. Solo los cuatro primeros tomos fueron supervisados directamente por el autor (1874, 1876, 1878 y 1880), los restantes se editaron póstumamente, el último de ellos en 1890. Posteriormente Evaristo San Cristóval lo reeditó con un apreciable apéndice, en un total de 15 volúmenes, entre 1931 y 1938.
Destinadas a constituir la segunda parte del mismo diccionario, Mendiburu dejó inéditas unas Biografías de generales republicanos. En 1963 fueron editadas con notas de Félix Denegri Luna y prólogo de Manuel Moreyra y Paz Soldán. Se trata también de una obra importante, por transmitir datos valiosos de los inicios de la República, en los que el autor fue actor y testigo privilegiado. Son de destacar su defensa del mariscal Agustín Gamarra y sus críticas severas hacia Juan Crisóstomo Torrico y Manuel Ignacio de Vivanco.

### Otras obras
- Refutación a varias aserciones que aparecen en el cuaderno titulado Historia del general Salaverry (1860).
- Las constituciones del Perú y situación actual de esta República (1860)
- Análisis de la Constitución de 1856 (1860).
- Apuntes relativos a los sucesos militares de noviembre de 1865 (1866)
- Apuntes históricos del Perú (1902).

Además, dejó inéditas sus memorias administrativas y otros escritos ocasionales. En sus memorias relata el desarrollo de su carrera política y las particularidades de los primeros gobiernos republicanos, desde Orbegoso hasta San Román. También relata hechos concretos como la muerte de Gamarra y la firma del Tratado Vivanco-Pareja.